# Chris Tucker
Chris Tucker, ameriški filmski igralec in komik, * 31. avgust 1971, Atlanta, Georgia, Združene države Amerike.
Kariero je začel kot stand-up komik v začetku 1990. let in se pojavil v manjših vlogah v filmih, kot sta Jackie Brown (Quentin Tarantino) in Peti element (Luc Besson). Prodrl je z glavno vlogo v komediji Petek (1995) in nato zaslovel z vlogo detektiva Jamesa Carterja v akcijski komediji Ful gas z dvema nadaljevanjema. Ta so doživela velik finančni uspeh in za tretji del je dobil 25 milijonov USD honorarja, s čimer je bil kratek čas najbolje plačani igralec na svetu. Po tistem je za več let prenehal z igranjem.